# Distretti dell'Uzbekistan

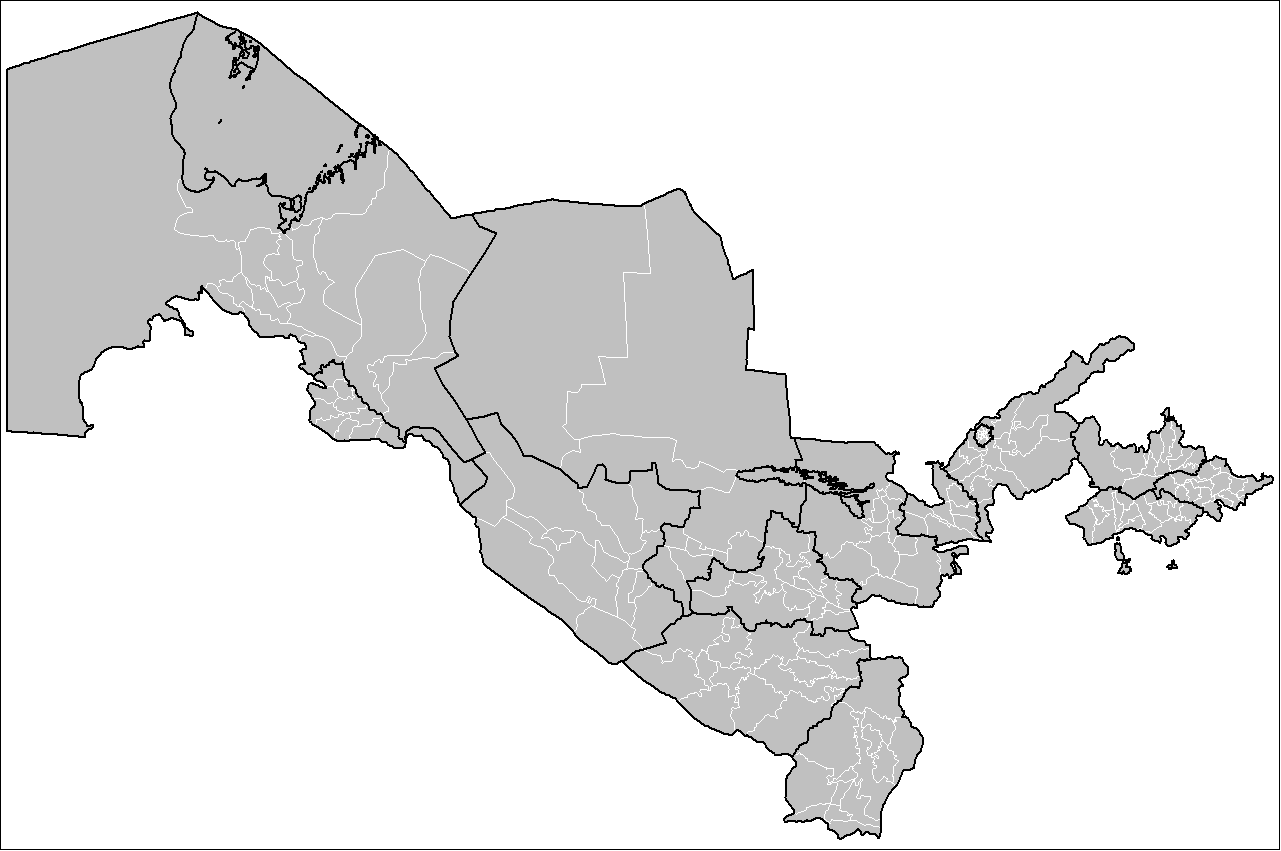
Distretti dell'Uzbekistan

I distretti (tuman) sono la divisione di secondo livello dell'Uzbekistan dopo le regioni. 
I distretti sono qui elencati per regione, nella comune direzione da ovest ad est, e secondo la traslitterazione del sito governativo dell'Amministrazione regionale.

## Karakalpakstan (Repubblica autonoma)
|    | Distretto   | Capoluogo   |
| -- | ----------- | ----------- |
| 1  | Amudaryo    | Mangit      |
| 2  | Beruniy     | Beruniy     |
| 3  | Chimboy     | Chimboy     |
| 4  | Ellikqala   | Bustan      |
| 5  | Kegeyli*    | Kegeyli     |
| 6  | Mo‘ynoq     | Mo‘ynoq     |
| 7  | Nukus       | Akmangit    |
| 8  | Qonlikul    | Qonlikul    |
| 9  | Kungurat    | Kungurat    |
| 10 | Qoraozaq    | Qoraozaq    |
| 11 | Shumanay    | Shumanay    |
| 12 | Takhtakupir | Takhtakupir |
| 13 | Turtkul     | Turtkul     |
| 14 | Khodjayli   | Xo'jayli    |

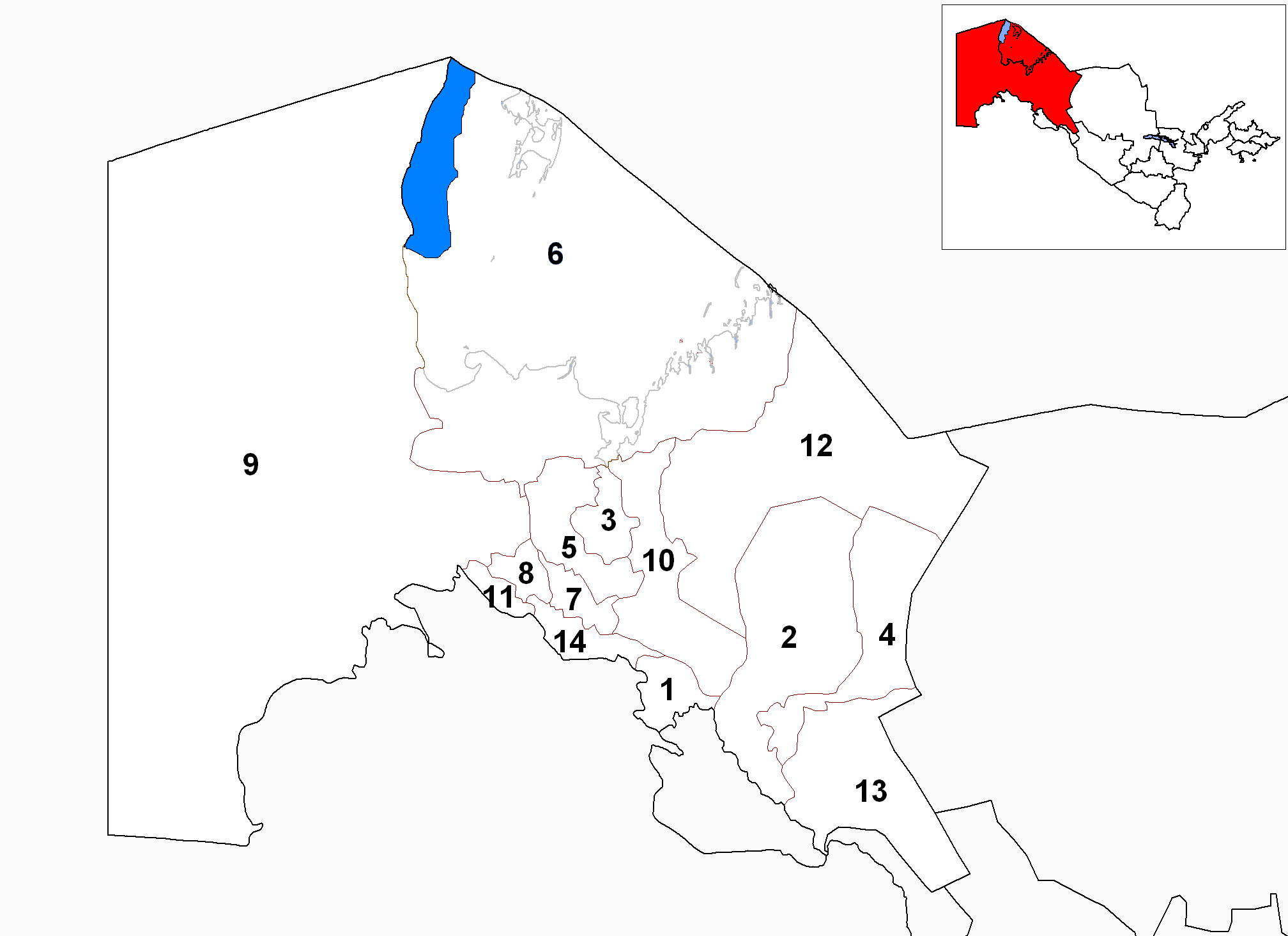
Distretti del Karakalpakstan

*Il distretto di Kegeyli è stato creato nel 2004 dalla fusione del precedente distretto di Bozatau (la parte nord del distretto 5 nella mappa) con l'esistente distretto di Kegeyli (la parte sud-est del distretto5). Questa fusione è avvenuta in base alla Risoluzione 598-II dell'Assemblea Nazionale (Oliy Majlis) della Repubblica dell'Uzbekistan (11 febbraio 2004) e alla Risoluzione 225 del Gabinetto dei Ministri della Repubblica dell'Uzbekistan (11 maggio 2004), che abolì il distretto di Bozatau creando l'allargamento del distretto di Kegeyli. In precedenza esistevano quindi 15 distretti nel Karakalpakstan. (Vedi: http://sovminrk.gov.uz/rus/respublika_karakalpakstan/ e Karakalpakstan on gov.uz.

## Regione di Khorezm

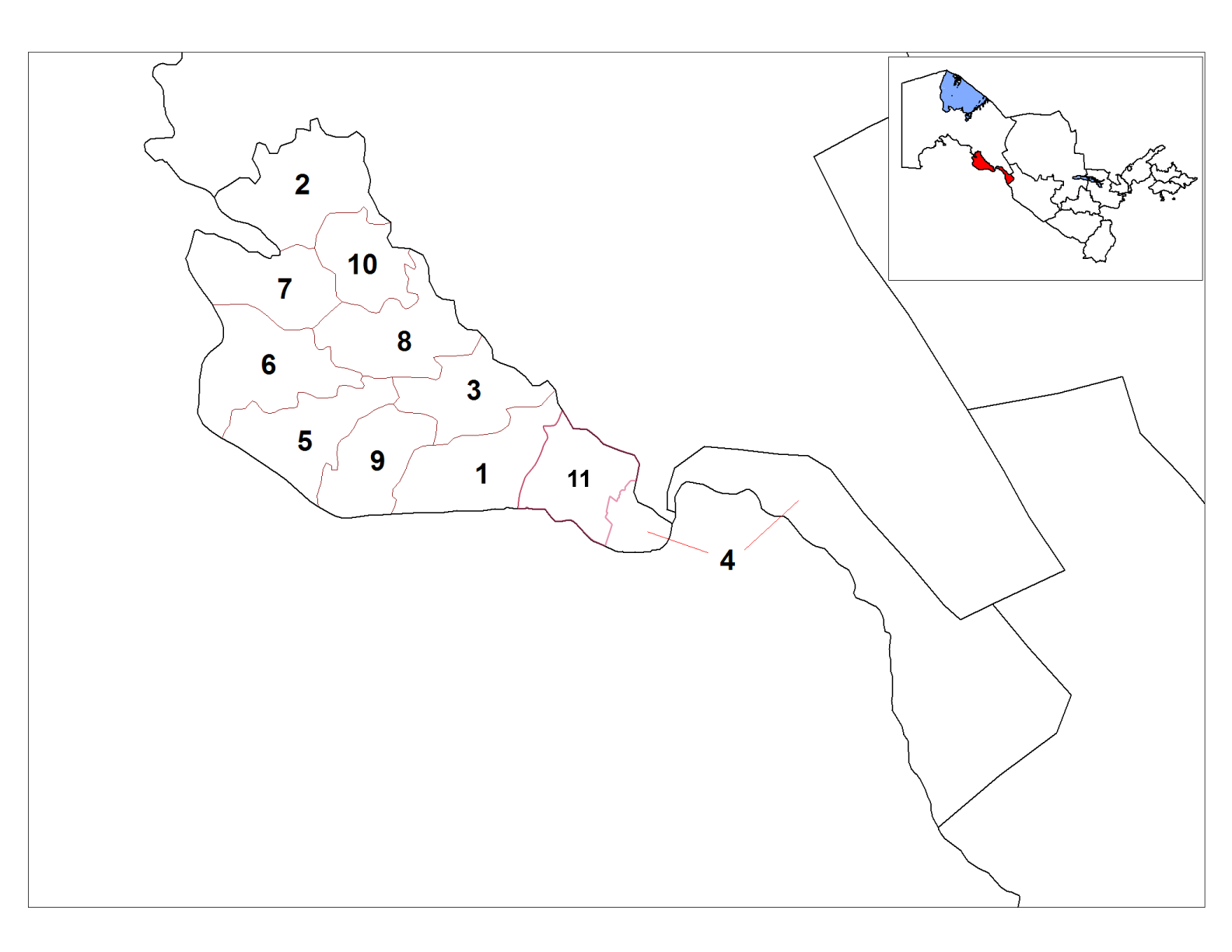
Distretti di Khorezm

|    | Distretto  | Capoluogo  |
| -- | ---------- | ---------- |
| 1  | Bogot      | Bogot      |
| 2  | Gurlan     | Gurlan     |
| 3  | Khonqa     | Khonqa     |
| 4  | Khzorasp   | Khzorasp   |
| 5  | Khiva      | Khiva      |
| 6  | Kushkupir  | Kushkupir  |
| 7  | Shovot     | Shovot     |
| 8  | Urgench    | Qorovul    |
| 9  | Yangiariq  | Yangiariq  |
| 10 | Yangibozir | Yangibozir |

## Regione di Navoiy

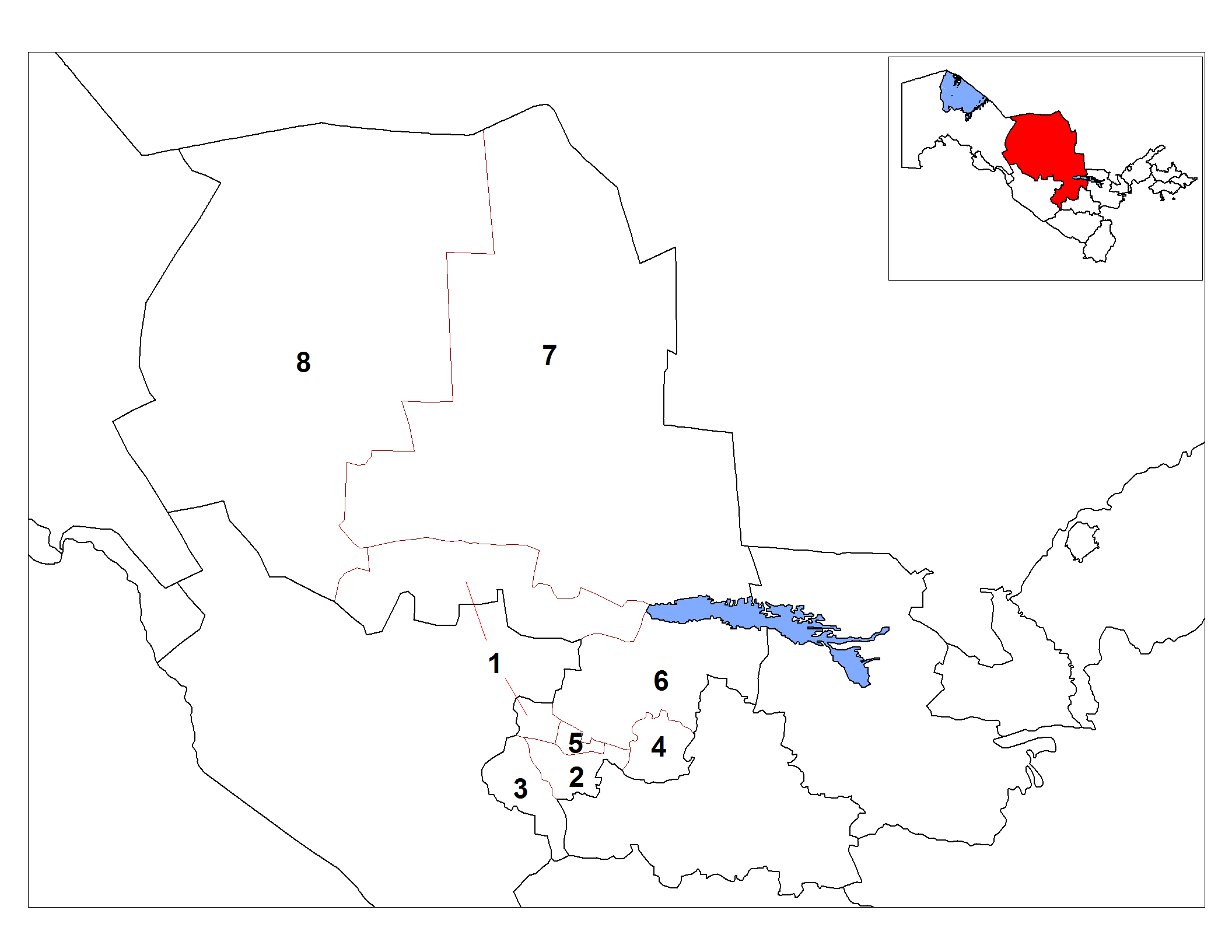
Distretti di Navoiy

|   | Distretto | Capoluogo  |
| - | --------- | ---------- |
| 1 | Konimekh  | Konimekh   |
| 2 | Karmana   | Navoiy     |
| 3 | Qiziltepa | Qiziltepa  |
| 4 | Khatirchi | Yangirabod |
| 5 | Navbakhor | Beshrabot  |
| 6 | Nurota    | Nurota     |
| 7 | Tomdi     | Tomdibuloq |
| 8 | Uchquduq  | Uchquduq   |

## Regione di Bukhara

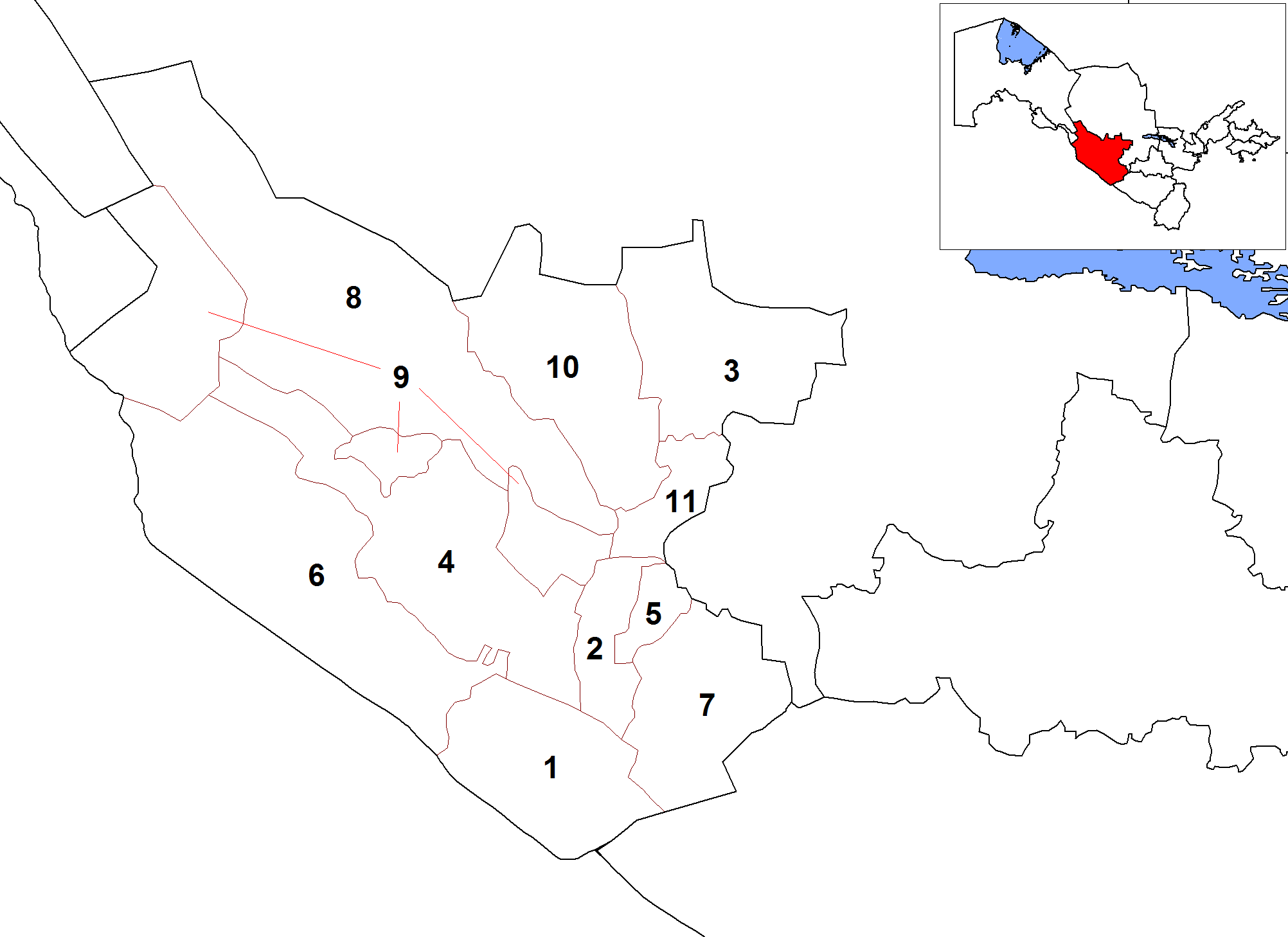
Distretti di Bukhara

|    | Distretto   | Capoluogo   |
| -- | ----------- | ----------- |
| 1  | Olot        | Olot        |
| 2  | Bukhara     | Galaasiya   |
| 3  | Gijduvon    | Gijduvon    |
| 4  | Djondor     | Djondor     |
| 5  | Kogon       | Kogon       |
| 6  | Qorako'l    | Qorako'l    |
| 7  | Karaulbazar | Karaulbazar |
| 8  | Peshku      | Yangibazar  |
| 9  | Romitan     | Romitan     |
| 10 | Shofirkon   | Shofirkon   |
| 11 | Vobkent     | Vobkent     |

## Regione di Samarcanda

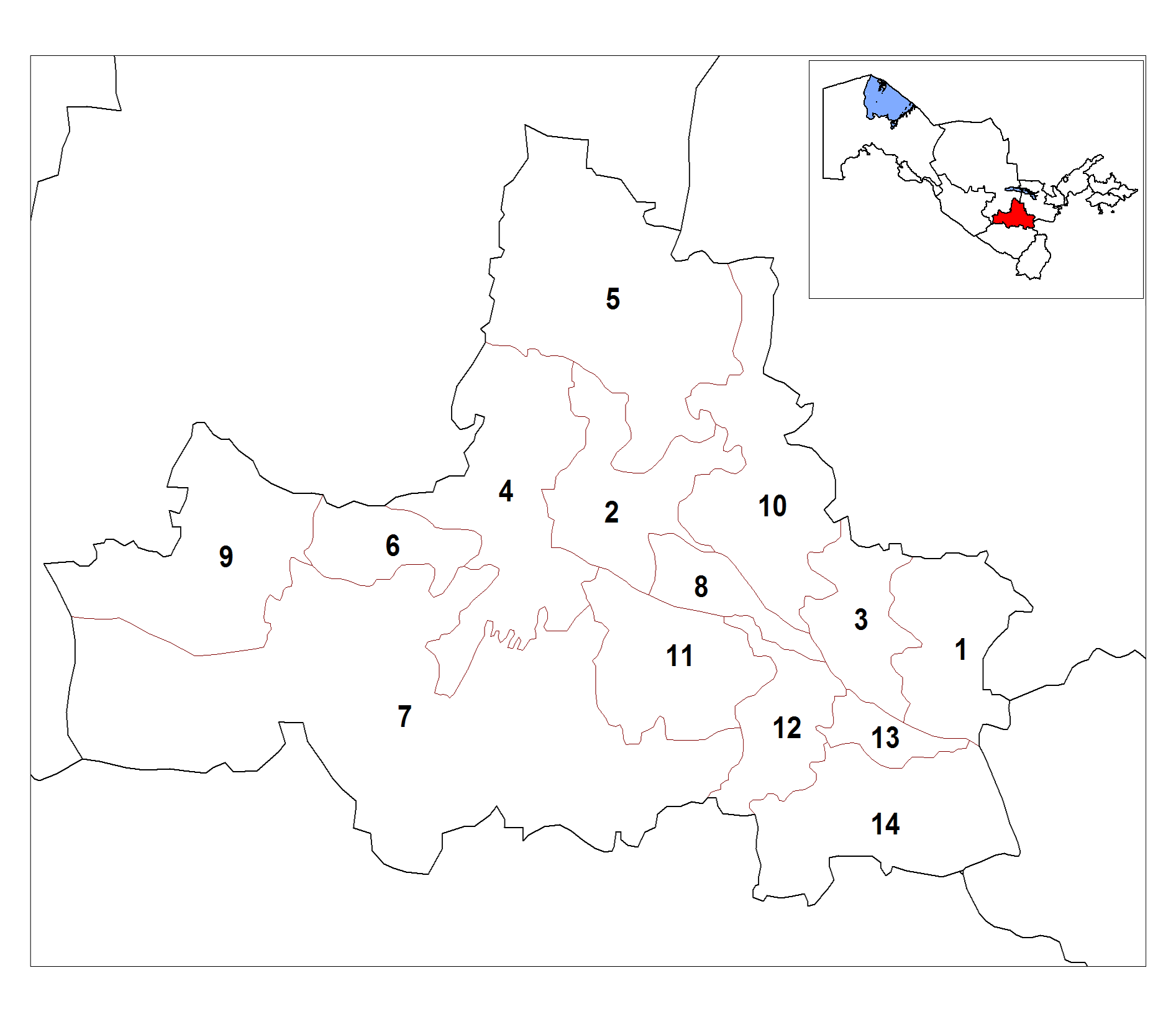
Distretti di Samarcanda

|    | Distretto   | Capoluogo |
| -- | ----------- | --------- |
| 1  | Bulungur    | Bulungur  |
| 2  | Ishtikhon   | Ishtikhon |
| 3  | Jomboy      | Jomboy    |
| 4  | Kattakurgan | Paishanba |
| 5  | Koshrabot   | Koshrabot |
| 6  | Narpay      | Oqtosh    |
| 7  | Nurobod     | Nurobod   |
| 8  | Oqdarya     | Lais      |
| 9  | Pakhtachi   | Ziadin    |
| 10 | Payariq     | Payariq   |
| 11 | Pasdargom   | Juma      |
| 12 | Samarcanda  | Gulabad   |
| 13 | Toyloq      | Toyloq    |
| 14 | Urgut       | Urgut     |

## Regione di Kashkadarya

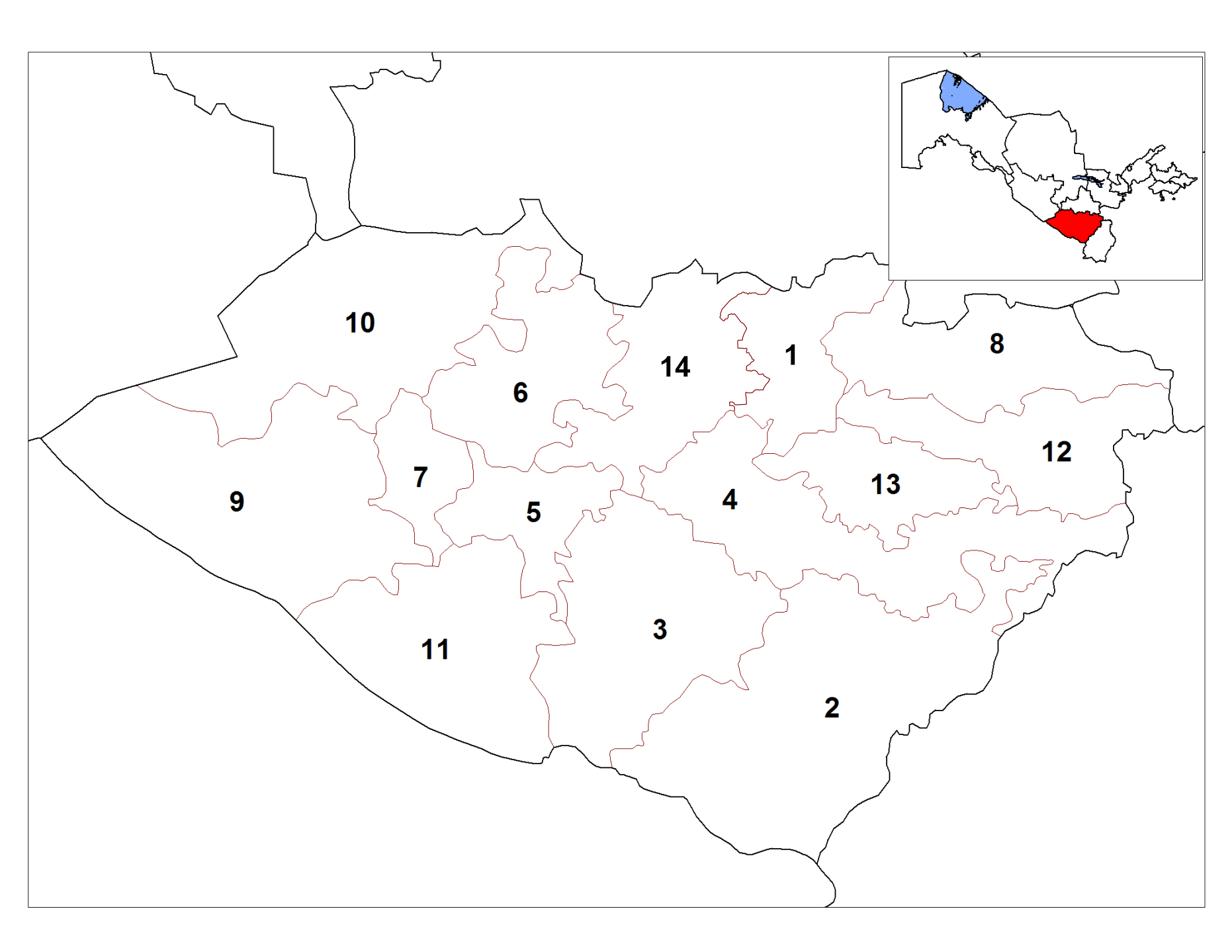
Distretti di Kashkadarya

|    | Distretto  | Capoluogo       |
| -- | ---------- | --------------- |
| 1  | Chiroqchi  | Chiroqchi       |
| 2  | Dehkanabad | Karashina       |
| 3  | Guzar      | Guzar           |
| 4  | Kamashi    | Kamashi         |
| 5  | Karshi     | Beshkent        |
| 6  | Koson      | Koson           |
| 7  | Kasby      | Muglan          |
| 8  | Kitob      | Kitob           |
| 9  | Mirishkor  | Yangi-Mirishkor |
| 10 | Muborak    | Muborak         |
| 11 | Nishon     | Yangi-Nishon    |
| 12 | Shahrisabz | Shahrisabz      |
| 13 | Yakkabog   | Yakkabog        |
| 14 | Kukdala    | Yettitom        |

## Regione di Surxondaryo

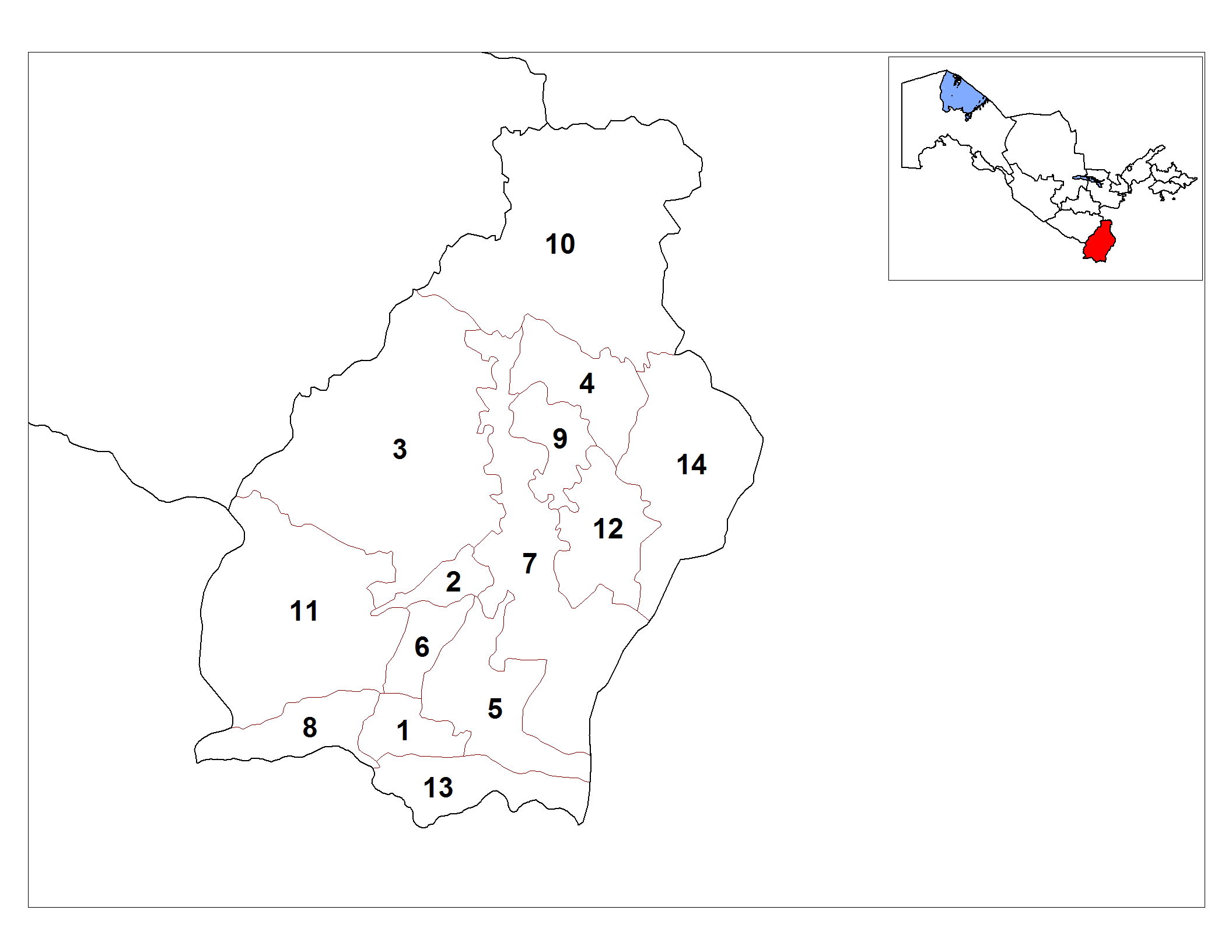
Distretti di Surxondaryo

|    | Distretto  | Capoluogo  |
| -- | ---------- | ---------- |
| 1  | Angor      | Angor      |
| 2  | Bandikhon  | Bandikhon  |
| 3  | Boysun     | Boysun     |
| 4  | Denov      | Denov      |
| 5  | Djarkurgan | Djarkurgan |
| 6  | Qiziriq    | Sariq      |
| 7  | Qumkurgan  | Qumkurgan  |
| 8  | Muzrabod   | Khalkobod  |
| 9  | Oltinsoy   | Qarluq     |
| 10 | Saryasia   | Saryasia   |
| 11 | Sherobod   | Sherobod   |
| 12 | Shurchi    | Shurchi    |
| 13 | Termiz     | Termez     |
| 14 | Uzun       | Uzun       |

## Regione di Jizzax

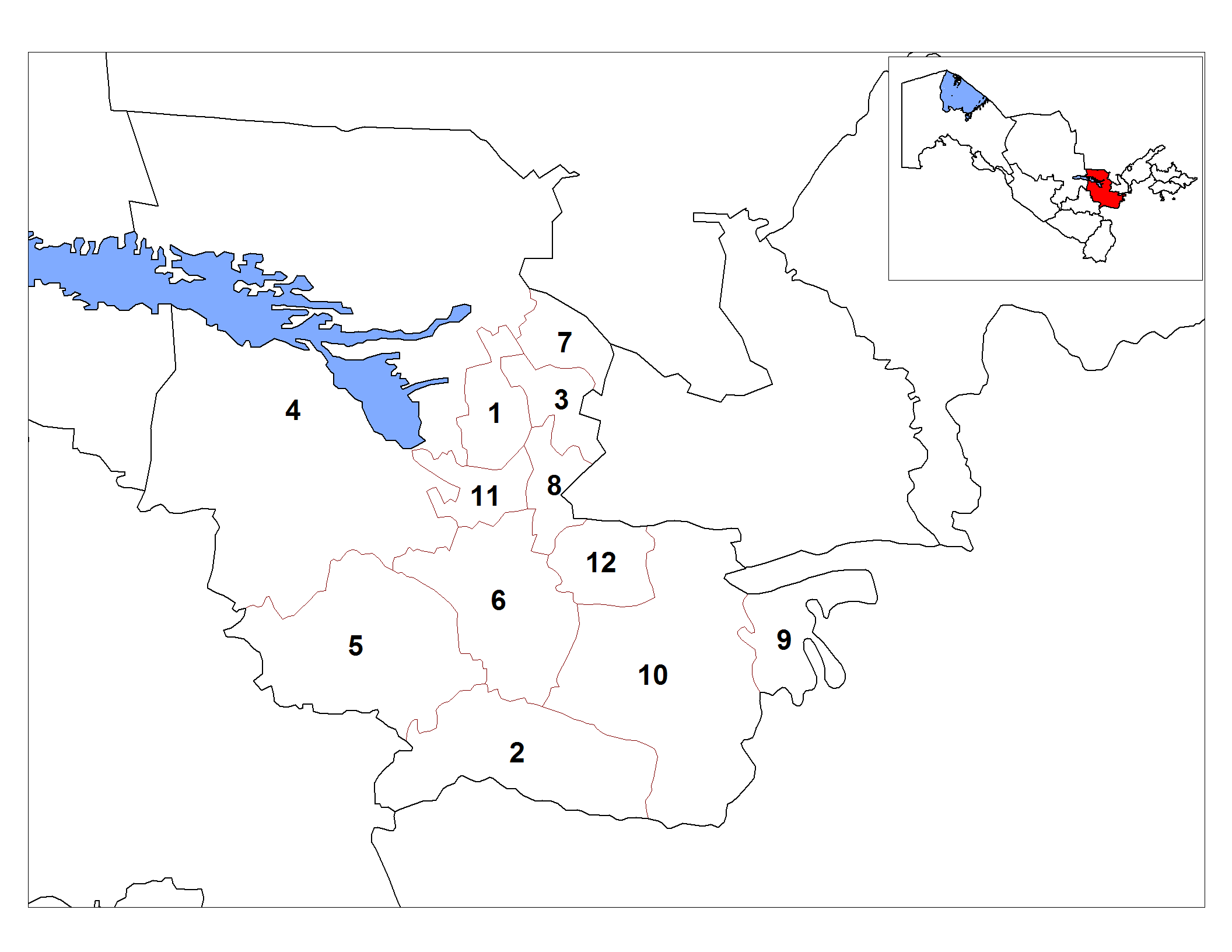
Distretti di Jizzax

|    | Distretto | Capoluogo    |
| -- | --------- | ------------ |
| 1  | Arnasoy   | Goliblar     |
| 2  | Bakhmal   | Usmat        |
| 3  | Dustlik   | Dustlik      |
| 4  | Forish    | Yangikishlok |
| 5  | Gallaorol | Gallaorol    |
| 6  | Jizzax    | Uchtepa      |
| 7  | Mirzachul | Gagarin      |
| 8  | Pakhtakor | Pakhtakor    |
| 9  | Yangiobod | Balandchakir |
| 10 | Zomin     | Zomin        |
| 11 | Zafarobod | Zafarobod    |
| 12 | Zarbdor   | Zarbdor      |

## Regione di Sirdaryo

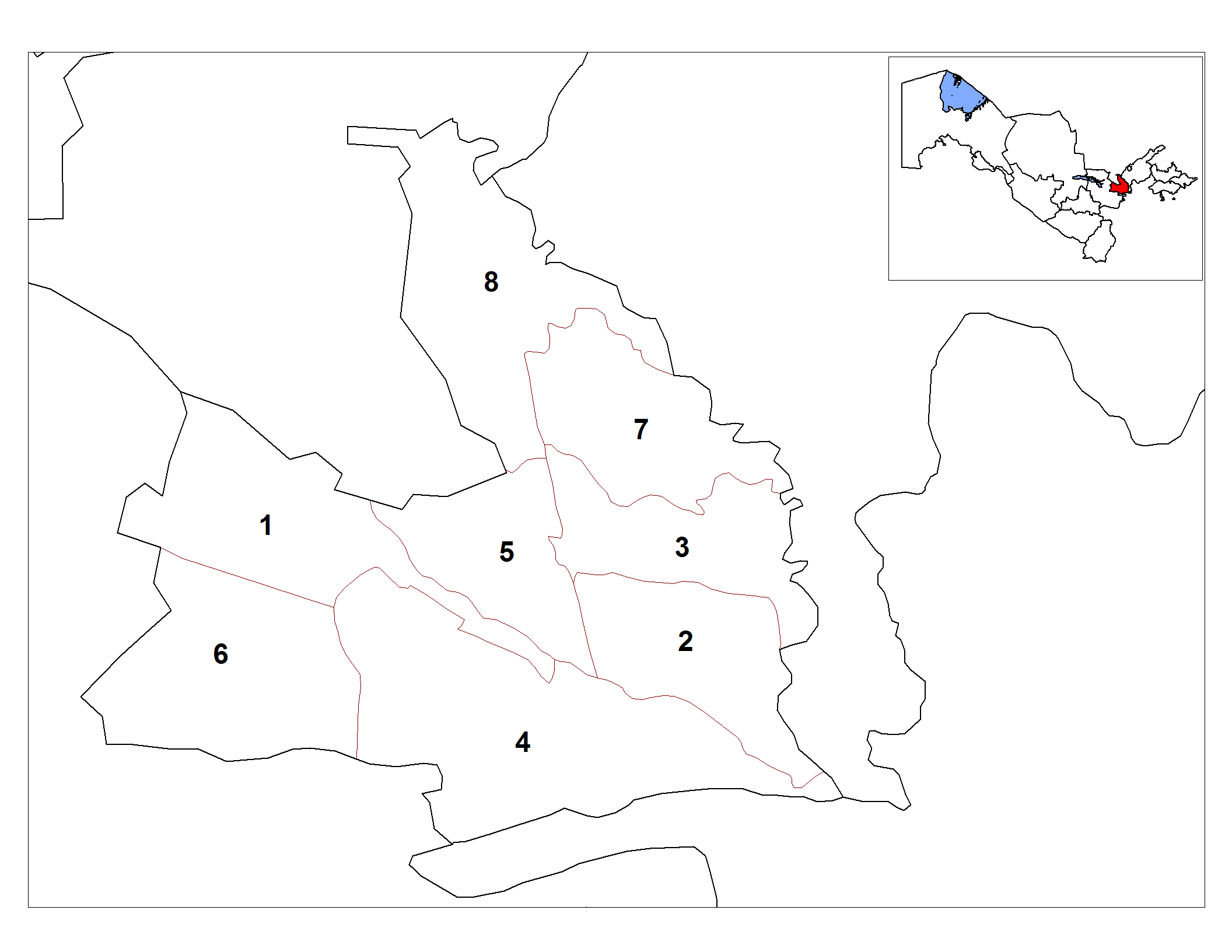
Distretti di Sirdaryo

|   | Distretto   | Capoluogo  |
| - | ----------- | ---------- |
| 1 | Oqoltin     | Sarboda    |
| 2 | Bouawut     | Bouawut    |
| 3 | Gulistan    | Dehkonobod |
| 4 | Khovos      | Khovos     |
| 5 | Mirzaabad   | Navruz     |
| 6 | Saykhunabad | Saikhun    |
| 7 | Sardoba     | Pakhtaabad |
| 8 | Sirdaryo    | Sirdaryo   |

## Regione di Tashkent

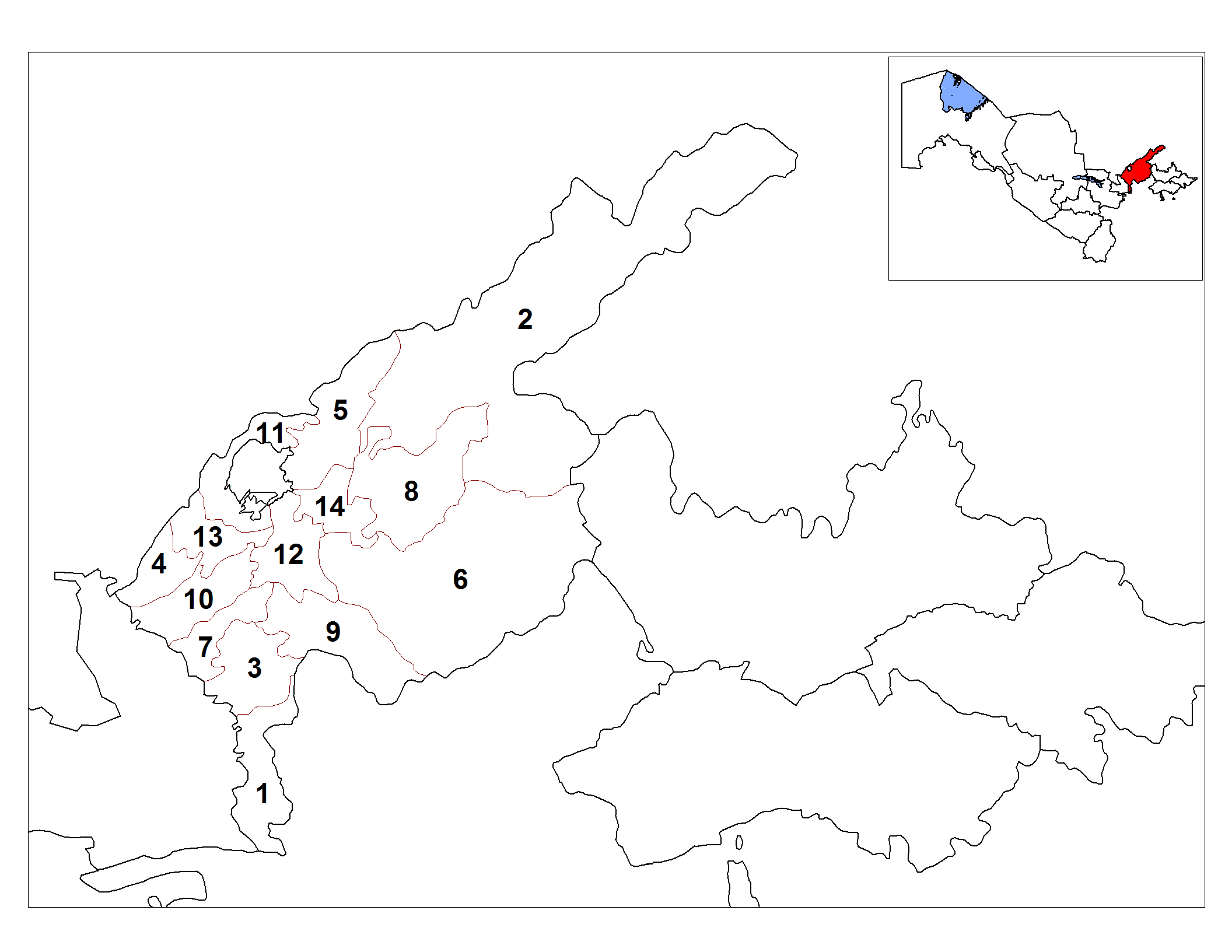
Distretti di Tashkent

|    | Distretto       | Capoluogo  |
| -- | --------------- | ---------- |
| 1  | Bekabad         | Zafar      |
| 2  | Bustonliq       | Gazalkent  |
| 3  | Buka            | Buka       |
| 4  | Chinaz          | Chinaz     |
| 5  | Qibray          | Qibray     |
| 6  | Ohangaron       | Ohangaron  |
| 7  | Oqqurgan        | Oqqurgan   |
| 8  | Parkent         | Parkent    |
| 9  | Piskent         | Piskent    |
| 10 | Quyi Chirchik   | Dustobod   |
| 11 | Tashkent        | Keles      |
| 12 | O'rta Chirchik  | Toytepa    |
| 13 | Yangiyol        | Gulbakhor  |
| 14 | Yuqori Chirchiq | Yangibazar |
| 15 | Zangiata        | Eshanguzar |

## Regione di Namangan

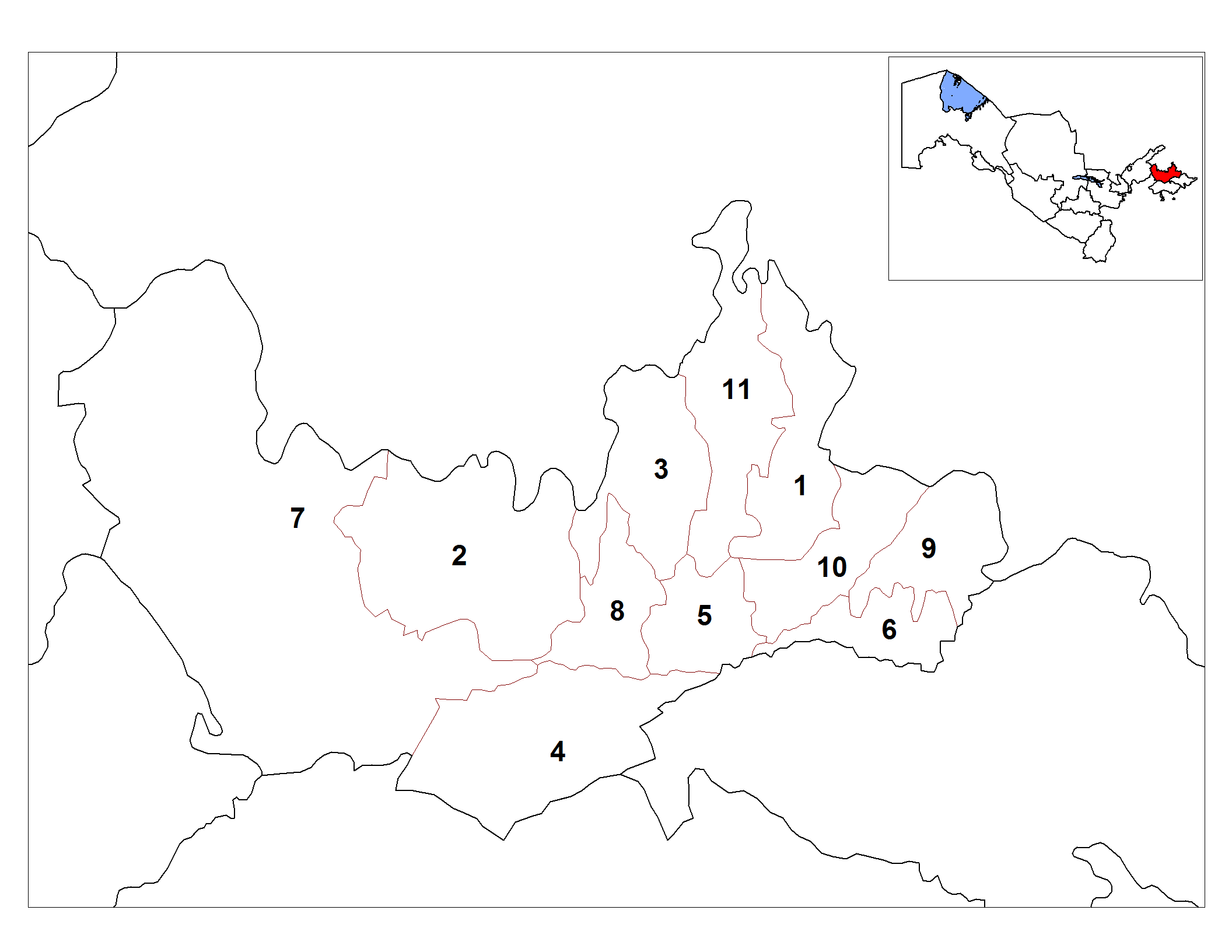
Distretti di Namangan

|    | Distretto   | Capoluogo   |
| -- | ----------- | ----------- |
| 1  | Chartaq     | Chartaq     |
| 2  | Chust       | Chust       |
| 3  | Kosonsoy    | Kosonsoy    |
| 4  | Mingbulaq   | Jumashuy    |
| 5  | Namangan    | Tashbulak   |
| 6  | Norin       | Khakkulabad |
| 7  | Pop         | Pop         |
| 8  | Turakurgan  | Turakurgan  |
| 9  | Uchkurgan   | Uchkurgan   |
| 10 | Uychi       | Uychi       |
| 11 | Yangikurgan | Yangikurgan |

## Regione di Fergana

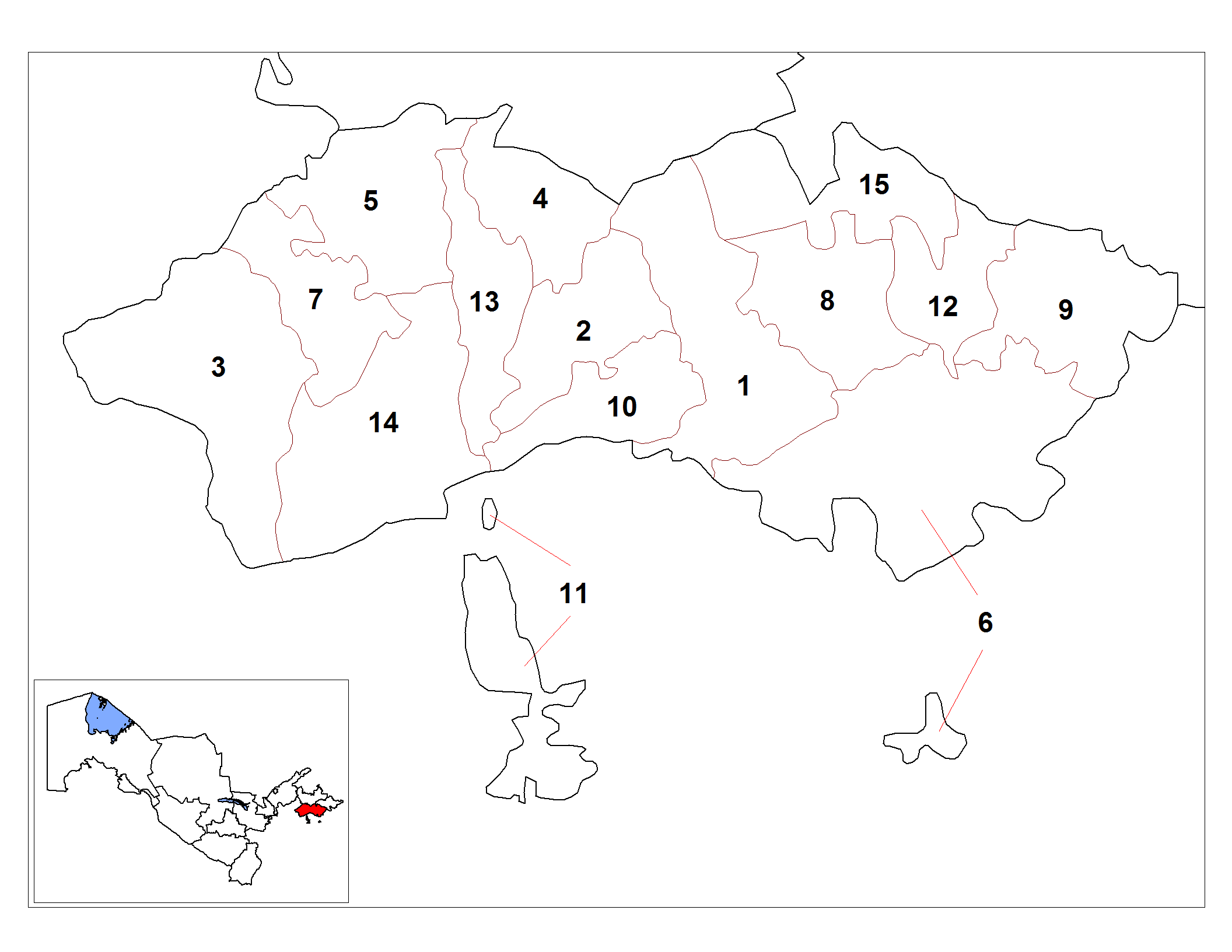
Distretti di Fergana

|    | Distretto         | Capoluogo   |
| -- | ----------------- | ----------- |
| 1  | Altyariq          | Altyariq    |
| 2  | Baghdad           | Baghdad     |
| 3  | Beshariq          | Beshariq    |
| 4  | Buvayda           | Yangikurgan |
| 5  | Dangara           | Dangara     |
| 6  | Fergana           | Vodil       |
| 7  | Furqat            | Navbakhor   |
| 8  | Okhunboboev       | Langar      |
| 9  | Quva              | Quva        |
| 10 | Rishton           | Rishdan     |
| 11 | Distretto di Soʻx | Ravon       |
| 12 | Tashlaq           | Tashlaq     |
| 13 | Uchkuprik         | Uchkuprik   |
| 14 | Uzbekistan        | Yaypan      |
| 15 | Yazyavan          | Yazyavan    |

## Regione di Andijan
|    | Distretto  | Capoluogo  |
| -- | ---------- | ---------- |
| 1  | Andijan    | Kuyganyar  |
| 2  | Asaka      | Asaka      |
| 3  | Baliqchi   | Baliqchi   |
| 4  | Boz        | Boz        |
| 5  | Buloqboshi | Buloqboshi |
| 6  | Izboskan   | Paytug     |
| 7  | Jalalkuduk | Jalaquduq  |
| 8  | Khodjaobod | Khodjaobod |
| 9  | Kurgontepa | Kurgontepa |
| 10 | Marhamat   | Marhamat   |
| 11 | Oltinkol   | Oltinkol   |
| 12 | Pakhtaabad | Pakhtaabad |
| 13 | Shakhrihon | Shakhrihon |
| 14 | Ulygnor    | Okoltin    |

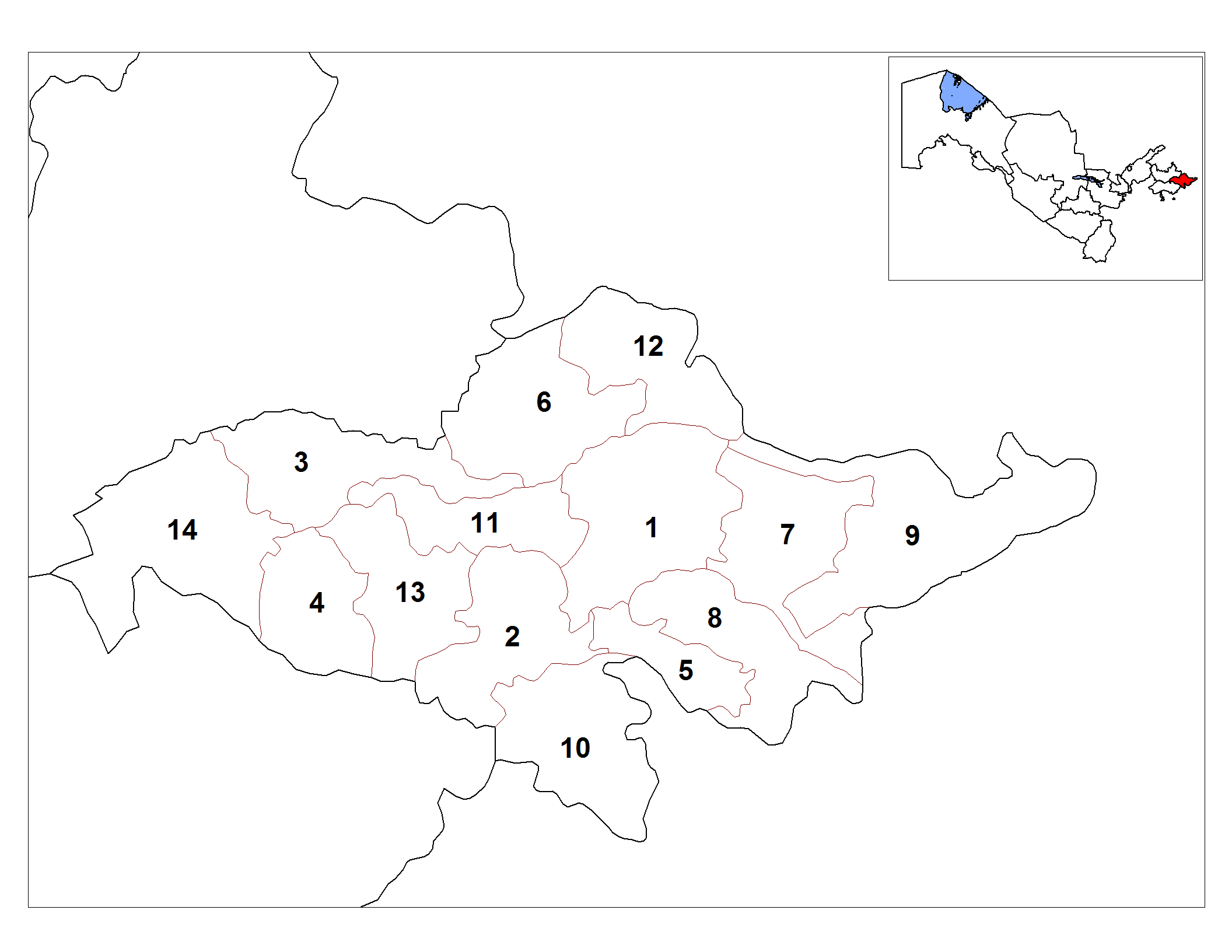
Distretti di Andijan

* Administrative-Territorial Division of the Republic of Uzbekistan, map, State Committee on Land Resources, Geodesy, Cartography, and State Cadastre, Tashkent, 2007.